# Nacionalni park Sequoia
Nacionalni park Sequoia ((hrv.) Sekvoja) jedan je od 58 nacionalnih parkova smještenih na području Sjedinjenih Američkih Država.

## Zemljopisni podaci
Nacionalni park Sequoia nalazi se u južnom dijelu gorja Sierra Nevada, istočno od kalifonijskog grada Visalia, u Sjedinjenim Američkim Državama. Park zauzima površinu od 1.635 km2, a obuhvaća gotovo 4.000 m visoke vertikalne reljefe. Najveća točka parka je planina Mount Whitney koja se izdiže 4.421 m iznad razine mora. Sjeverno od ovog parka nalazi se Nacionalni park Kings Canyon.

## Naziv i posebnosti
Nacionalni park Sequioa svoj naziv nosi po vrlo visokim stablima sekvoje kojima park obiluje. Najpoznatije je stablo naziva General Sherman koje je po obujmu najveće svjetsko stablo. Osim njega u ovom parku se nalaze još četiri od deset najvećih svjetskih stabala. Krajolik u praku je očuvan i još uvijek podsjeća na krajolik Sierra Nevade prije dolaska europskih doseljenika.

## Povijest
Područje koje danas obuhvaća nacionalni park Sequoia prvotni je dom indijanaca Monache, koji su tu boravili uglavnom uz rukavce rijeke Kaweah u donjem dijelu parka, iako postoje dokazi o povremenom boravku na višim područjima poput Giant Foresta. Tijekom ljeta ovi su indijanci zbog trgovine s istočnim plemenima putovali preko visokih planinskih prolaza. Danas se kao svjedočanstvo njihovih aktivnosti u raznim dijelovima parka, posebno oko Hospital Rocka i Potwishe, mogu pronaći crteži (piktografi) i kamene podloge za mljevenje zrnja koje su koristili kao hranu.
U vrijeme dolaska prvih europskih doseljenika, podrujčem parka su se već proširile velike boginje koje su desetkovale populaciju indijanaca. Prvi poznati doseljenik koji se ovdje nastanio bio je Hale Tharp, koji je dom izdubio u oborenom stablu divovske sekvoje. Tharp je bio prvi borac protiv krčenja šume i rušenja stabala. Poznati istraživač John Muir bio je čest gost Halea Tharpa. Nekadašnja Tharpova koliba oluvana je i danas je jedna od atrakcija nacionalnog parka Sequoia.
Tharpova borba za očuvanje stabala divovskih sekvoja ispočetka je bila vrlo ograničena. Europski su doseljenici, koji ovo područje nastanili 1880-ih u namjeri da osnuju novu zajednicu, željeli su pokrenuti trgovinu građom od sekvoje, ali su, nakon što su već porušili tisuće stabala, ustanovili da je sekvoja lako lomljiva i nepodobna kao materijal za gradnju što ih je na koncu natjeralo da odustanu od rušenja stabala.
Napokon je 25. rujna 1890. godine ovo područje proglašeno nacionalnim parkom čime je osigurana njegova opstojnost. Područje nacionalnog parka se u nekoliko navrata širilo, a najnovije proširenje je doživjelo 1978. godine. To je područje danas omiljeno izletište.

## Vanjske poveznice
- Sequoia National Park (engl.)  Arhivirana inačica izvorne stranice od 30. lipnja 2010. (Wayback Machine)
- Sequoiy National Park California (engl.)

## Ostali projekti
|  | Zajednički poslužitelj ima stranicu o temi Nacionalni park Sequoia    |
|  | Zajednički poslužitelj ima još gradiva o temi Nacionalni park Sequoia |